# Deutsche Wasserball-Liga 2015/16
Die Saison 2015/16 der Deutschen Wasserball-Liga begann am 23. Oktober 2015 mit der Hauptrunde und endete wie im Vorjahr mit der Titelverteidigung der Wasserfreunde Spandau 04 durch einen Erfolg im Finale über den ASC Duisburg. Der Rekordmeister aus Spandau sicherte sich damit seinen 35. Titel seit 1979. In die 2. Wasserball-Liga stiegen der SV Weiden und nach nur einer Saison der Neuling SC Wasserfreunde Fulda ab.

## Modus
Die Spiele werden nach dem Rundensystem mit Hauptrunde (Hin- und Rückspiel), Qualifikationsrunde (Best-of-Five) sowie Meisterschaftsrunde (Play-off Endrunde) und Abstiegsrunde (Play-down Endrunde) von Ende Oktober 2015 bis Anfang Juni 2016 ausgetragen.

## Hauptrunde
Gespielt wurde in zwei Gruppen zu je acht Mannschaften in einer einfachen Runde mit Hin- und Rückspiel. In der Gruppe A, der die besten acht Mannschaften der Vorsaison angehörten, qualifizierten sich die ersten vier direkt für die Play-off-Endrunde. Die letzten vier der Gruppe A mussten in eine Qualifikationsrunde mit den ersten vier Mannschaften der Gruppe B. Für die letzten vier Mannschaften der Gruppe B ging es direkt in die Play-down-Endrunde.

### Gruppe A

#### Abschlusstabelle
| Pl.                            | Verein                         | Sp. | S  | U | N  | Tore    | Diff. | Punkte |
| ------------------------------ | ------------------------------ | --- | -- | - | -- | ------- | ----- | ------ |
| 1.                             | Wasserfreunde Spandau 04 (M,P) | 14  | 14 | 0 | 0  | 214:930 | +121  | 28:0   |
| 2.                             | Waspo 98 Hannover              | 14  | 11 | 1 | 2  | 197:830 | +114  | 23:50  |
| 3.                             | ASC Duisburg                   | 14  | 10 | 1 | 3  | 190:110 | +80   | 21:70  |
| 4.                             | SSV Esslingen                  | 14  | 4  | 2 | 8  | 108:162 | −54   | 10:18  |
| 5.                             | SV Bayer Uerdingen 08          | 14  | 4  | 2 | 8  | 097:161 | −64   | 10:18  |
| 6.                             | SV Krefeld 72 (A–B)            | 14  | 3  | 2 | 9  | 117:183 | −66   | 08:20  |
| 7.                             | White Sharks Hannover          | 14  | 1  | 4 | 9  | 110:167 | −57   | 06:22  |
| 8.                             | SVV Plauen (A–B)               | 14  | 3  | 0 | 11 | 095:169 | −74   | 06:22  |
| Stand: Endstand (5. März 2016) |                                |     |    |   |    |         |       |        |

 Teilnehmer an der Qualifikationsrunde Gruppe A – Gruppe B
 (M) amtierender Meister
 (P) amtierender Pokalsieger 
 (A–B) Aufsteiger aus der Gruppe B der vorherigen Saison

#### Kreuztabelle
Die Kreuztabelle stellt die Ergebnisse aller Spiele dieser Saison dar. Die Heimmannschaft ist in der linken Spalte aufgelistet und die Gastmannschaft in der obersten Reihe.
| Gruppe A 23. Oktober 2015 – 5. März 2016 | Gruppe A 23. Oktober 2015 – 5. März 2016 | Wasserfreunde Spandau 04 | Waspo 98 Hannover | ASC Duisburg | SSV Esslingen | SV Bayer Uerdingen 08 | SV Krefeld 72 | White Sharks Hannover | SVV Plauen |
| ---------------------------------------- | ---------------------------------------- | ------------------------ | ----------------- | ------------ | ------------- | --------------------- | ------------- | --------------------- | ---------- |
| 01.                                      | Wasserfreunde Spandau 04                 |                          | 10:90             | 16:12        | 17:20         | 19:30                 | 24:90         | 12:80                 | 19:40      |
| 02.                                      | Waspo 98 Hannover                        | 09:12                    |                   | 14:50        | 19:60         | 15:60                 | 19:50         | 18:30                 | 23:40      |
| 03.                                      | ASC Duisburg                             | 08:11                    | 8:8               |              | 18:50         | 22:70                 | 14:80         | 21:50                 | 18:30      |
| 04.                                      | SSV Esslingen                            | 04:13                    | 3:8               | 05:12        |               | 14:90                 | 11:90         | 12:12                 | 11:80      |
| 05.                                      | SV Bayer Uerdingen 08                    | 08:17                    | 03:15             | 04:10        | 5:5           |                       | 9:8           | 10:60                 | 9:5        |
| 06.                                      | SV Krefeld 72                            | 08:18                    | 06:16             | 07:16        | 16:13         | 6:4                   |               | 10:10                 | 8:7        |
| 07.                                      | White Sharks Hannover                    | 06:14                    | 06:12             | 10:16        | 7:9           | 10:10                 | 8:8           |                       | 08:10      |
| 08.                                      | SVV Plauen                               | 03:12                    | 06:13             | 07:10        | 10:80         | 09:10                 | 14:90         | 05:11                 |            |

### Gruppe B

#### Abschlusstabelle
| Pl.                             | Verein                     | Sp. | S  | U | N  | Tore    | Diff. | Punkte |
| ------------------------------- | -------------------------- | --- | -- | - | -- | ------- | ----- | ------ |
| 1.                              | OSC Potsdam                | 14  | 11 | 0 | 3  | 183:117 | +66   | 22:60  |
| 2.                              | Duisburger SV 98 (N)       | 14  | 10 | 0 | 4  | 131:102 | +29   | 20:80  |
| 3.                              | SG Neukölln Berlin (A–A)   | 14  | 9  | 1 | 4  | 141:123 | +18   | 19:90  |
| 4.                              | SC Wedding Berlin          | 14  | 7  | 2 | 5  | 132:990 | +33   | 16:12  |
| 5.                              | SC Neustadt                | 14  | 8  | 0 | 6  | 124:117 | +7    | 16:12  |
| 6.                              | SV Weiden                  | 14  | 4  | 3 | 7  | 128:145 | −17   | 11:17  |
| 7.                              | SV Cannstatt (A–A)         | 14  | 3  | 1 | 10 | 111:141 | −30   | 07:21  |
| 8.                              | SC Wasserfreunde Fulda (N) | 14  | 0  | 1 | 13 | 107:213 | −106  | 01:27  |
| Stand: Endstand (19. März 2016) |                            |     |    |   |    |         |       |        |

 Teilnehmer an der Qualifikationsrunde Gruppe A – Gruppe B
 (N) Aufsteiger aus der 2. Wasserball-Liga 
 (A–A) Absteiger aus der Gruppe A der vorherigen Saison

#### Kreuztabelle
Die Kreuztabelle stellt die Ergebnisse aller Spiele dieser Saison dar. Die Heimmannschaft ist in der linken Spalte aufgelistet und die Gastmannschaft in der obersten Reihe.
| Gruppe B 24. Oktober 2015 – 19. März 2016 | Gruppe B 24. Oktober 2015 – 19. März 2016 | OSC Potsdam | Duisburger SV 98 | SG Neukölln Berlin | SC Wedding Berlin | SC Neustadt | SVW   | SV Cannstatt | SC Wasserfreunde Fulda |
| ----------------------------------------- | ----------------------------------------- | ----------- | ---------------- | ------------------ | ----------------- | ----------- | ----- | ------------ | ---------------------- |
| 01.                                       | OSC Potsdam                               |             | 11:70            | 12:11              | 09:10             | 13:90       | 22:60 | 16:40        | 17:60                  |
| 02.                                       | Duisburger SV 98                          | 10:90       |                  | 8:5                | 7:6               | 8:6         | 6:5   | 10:50        | 18:80                  |
| 03.                                       | SG Neukölln Berlin                        | 09:13       | 11:80            |                    | 9:7               | 11:60       | 10:80 | 11:80        | 17:80                  |
| 04.                                       | SC Wedding Berlin                         | 08:11       | 8:7              | 7:8                |                   | 11:40       | 9:5   | 14:90        | 19:40                  |
| 05.                                       | SC Neustadt                               | 6:7         | 8:6              | 9:7                | 6:4               |             | 11:90 | 6:3          | 20:80                  |
| 06.                                       | SV Weiden                                 | 10:90       | 7:9              | 13:13              | 7:7               | 13:10       |       | 14:10        | 18:80                  |
| 07.                                       | SV Cannstatt                              | 11:13       | 08:12            | 6:8                | 6:6               | 09:11       | 12:40 |              | 13:12                  |
| 08.                                       | SC Wasserfreunde Fulda                    | 10:21       | 05:15            | 10:11              | 7:16              | 08:12       | 09:9  | 4:7          |                        |

## Qualifikationsrunde Gruppe A – Gruppe B
In der Qualifikationsrunde wurden die letzten vier Teilnehmer für die Play-off bzw. Play-down Endrunde ermittelt. Dabei trafen die letzten vier der Gruppe A auf die besten vier Mannschaften der Gruppe B. Die vier Sieger sicherten sich außerdem noch den Startplatz in der Gruppe A zur Folgesaison.
Modus: Best-of-Five
Termine: 9. April 2016 (1. Spiel), 16. April 2016 (2. Spiel), 17. April 2016 (3. Spiel), 20./21. April 2016 (4. Spiel) und 23. April 2016 (5. Spiel)
Die Mannschaften der Gruppe B hatten im 1. und 4. Spiel Heimrecht.
|           | Paarung            | Paarung | Paarung               | 1.    | 2.    | 3.    | 4.    | 5.    |
| --------- | ------------------ | ------- | --------------------- | ----- | ----- | ----- | ----- | ----- |
| 1.B – 8.A | OSC Potsdam        | –       | SVV Plauen            | 10:70 | 10:11 | 9:5   | 10:90 | –––   |
| 2.B – 7.A | Duisburger SV 98   | –       | White Sharks Hannover | 9:8   | 6:9   | 6:7   | 7:8   | –––   |
| 3.B – 6.A | SG Neukölln Berlin | –       | SV Krefeld 72         | 12:30 | 10:90 | 11:70 | –––   | –––   |
| 4.B – 5.A | SC Wedding Berlin  | –       | SV Bayer Uerdingen 08 | 6:5   | 07:15 | 4:6   | 9:8   | 04:12 |

 Potsdam, Hannover, Neukölln und Uerdingen qualifizierten sich für die Playoff-Endrunde und spielen zur Saison 2016/17 in der Gruppe A.

## Play-down

### Viertelfinale
Modus: Best-of-Three
Termine: 7./11. Mai 2016 (1. Spiel), 21. Mai 2016 (2. Spiel) und 22. Mai 2016 (3. Spiel)
Die erstgenannte Mannschaft hatte nur im 1. Spiel Heimrecht.
| Paarung                | Paarung | Paarung           | 1.    | 2.    | 3.    |
| ---------------------- | ------- | ----------------- | ----- | ----- | ----- |
| SC Wasserfreunde Fulda | –       | SVV Plauen        | 05:21 | 05:26 | –––   |
| SV Cannstatt           | –       | Duisburger SV 98  | 6:8   | 6:5   | 06:12 |
| SV Weiden              | –       | SV Krefeld 72     | 15:80 | 09:15 | 06:10 |
| SC Neustadt            | –       | SC Wedding Berlin | 8:6   | 6:9   | 03:11 |

### Abstieg 13–16

#### Halbfinale
Modus: Best-of-Five
Termine: 25. Mai 2016 (1. Spiel), 28. Mai 2016 (2. Spiel), 29. Mai 2016 (3. Spiel), 4. Juni 2016 (4. Spiel) und 11. Juni 2016 (5. Spiel)
Die erstgenannte Mannschaft hatte im 1. und 4. Spiel Heimrecht.
| Paarung                | Paarung | Paarung     | 1.    | 2.    | 3.    | 4.  | 5.  |
| ---------------------- | ------- | ----------- | ----- | ----- | ----- | --- | --- |
| SC Wasserfreunde Fulda | –       | SC Neustadt | 08:12 | 07:15 | 07:13 | ––– | ––– |
| SV Cannstatt           | –       | SV Weiden   | 7:2   | 6:5   | 7:8   | 7:6 | ––– |

 Absteiger in die 2. Wasserball-Liga

#### Spiel um Platz 13
Termine: Hinspiel: 15. Juni 2016 und Rückspiel: 18. Juni 2016
| Paarung      | Paarung | Paarung     | Hin   | Rück  |
| ------------ | ------- | ----------- | ----- | ----- |
| SV Cannstatt | –       | SC Neustadt | 07:10 | 07:10 |

### Turnier um die Plätze 9–12 inDuisburg

#### Halbfinale
Termin: 11. Juni 2016
| Paarung          | Paarung | Paarung           | Ergebnis |
| ---------------- | ------- | ----------------- | -------- |
| SVV Plauen       | –       | SC Wedding Berlin | 12:40    |
| Duisburger SV 98 | –       | SV Krefeld 72     | 12:90    |

#### Spiel um Platz 11
Termin: 12. Juni 2016
| Paarung           | Paarung | Paarung       | Ergebnis |
| ----------------- | ------- | ------------- | -------- |
| SC Wedding Berlin | –       | SV Krefeld 72 | 08:13    |

#### Spiel um Platz 9
Termin: 12. Juni 2016
| Paarung    | Paarung | Paarung          | Ergebnis |
| ---------- | ------- | ---------------- | -------- |
| SVV Plauen | –       | Duisburger SV 98 | 7:4      |

## Play-off

### Viertelfinale
Modus: Best-of-Three
Termine: 10./11./12./19. Mai 2016 (1. Spiel) und 21. Mai 2016 (2. Spiel)
Die erstgenannte Mannschaft hatte nur im 1. Spiel Heimrecht.
| Paarung               | Paarung | Paarung                  | 1.    | 2.    | 3.  |
| --------------------- | ------- | ------------------------ | ----- | ----- | --- |
| OSC Potsdam           | –       | Wasserfreunde Spandau 04 | 08:16 | 12:14 | ––– |
| White Sharks Hannover | –       | Waspo 98 Hannover        | 02:20 | 02:20 | ––– |
| SG Neukölln Berlin    | –       | ASC Duisburg             | 04:12 | 07:23 | ––– |
| SV Bayer Uerdingen 08 | –       | SSV Esslingen            | 17:80 | 8:5   | ––– |

### Turnier um die Plätze 5–8 inEsslingen am Neckar

#### Halbfinale
Termin: 11. und 12. Juni 2016
| Paarung            | Paarung | Paarung               | Ergebnis |
| ------------------ | ------- | --------------------- | -------- |
| SSV Esslingen      | –       | OSC Potsdam           | 09:11    |
| SG Neukölln Berlin | –       | White Sharks Hannover | 8:9      |

#### Spiel um Platz 7
Termin: 12. Juni 2016
| Paarung       | Paarung | Paarung            | Ergebnis |
| ------------- | ------- | ------------------ | -------- |
| SSV Esslingen | –       | SG Neukölln Berlin | 15:60    |

#### Spiel um Platz 5
Termin: 12. Juni 2016
| Paarung     | Paarung | Paarung               | Ergebnis |
| ----------- | ------- | --------------------- | -------- |
| OSC Potsdam | –       | White Sharks Hannover | 15:70    |

### Plätze 1–4

#### Halbfinale
Modus: Best-of-Five
Termine: 25./26. Mai 2016 (1. Spiel), 28. Mai 2016 (2. Spiel), 29. Mai 2016 (3. Spiel), 1. Juni 2016 (4. Spiel) und 11. Juni 2016 (5. Spiel)
Die erstgenannte Mannschaft hatte im 1. und 4. Spiel Heimrecht.
| Paarung               | Paarung | Paarung                  | 1.    | 2.        | 3.    | 4.  | 5.  |
| --------------------- | ------- | ------------------------ | ----- | --------- | ----- | --- | --- |
| SV Bayer Uerdingen 08 | –       | Wasserfreunde Spandau 04 | 07:10 | [ POH 1 ] | 09:14 | ––– | ––– |
| ASC Duisburg          | –       | Waspo 98 Hannover        | 9:6   | 6:7       | 11:10 | 8:6 | ––– |

1. ↑   Spandau – Uerdingen (2. Spiel); Wertung für Spandau, da Uerdingen es aufgrund eines Staus nicht pünktlich nach Berlin schaffte.

#### Spiel um Platz 3
Modus: Best-of-Three
Termine: 15. Juni 2016 (Uerdingen) und 18. Juni 2016 (Hannover)
| Paarung               | Paarung | Paarung           | 1.    | 2.    | 3.  |
| --------------------- | ------- | ----------------- | ----- | ----- | --- |
| SV Bayer Uerdingen 08 | –       | Waspo 98 Hannover | 05:18 | 04:18 | ––– |

#### Finale
Modus: Best-of-Five
Termine: 15. Juni 2016 (Duisburg), 18. Juni 2016 (Berlin) und 19. Juni 2016 (Berlin)
| Paarung      | Paarung | Paarung                  | 1.    | 2.    | 3.    | 4.  | 5.  |
| ------------ | ------- | ------------------------ | ----- | ----- | ----- | --- | --- |
| ASC Duisburg | –       | Wasserfreunde Spandau 04 | 09:10 | 07:11 | 07:11 | ––– | ––– |

 Deutscher Meister

## Die Meistermannschaft
| 1.                                | Wasserfreunde Spandau 04 |
| Logo der Wasserfreunde Spandau 04 | - Tor: László Baksa, Tim Höhne - Feldspieler: Remi Saudadier, Christian Schlanstedt, Mateo Ćuk, Tobias Preuss, Maurice Jüngling, Mehdi Marzouki, Erik Miers, Marko Stamm , Moritz Oeler, Marin Restović, Tim Donner, Spencer Hamby, Hatem El Ghannam, Lukas Küppers, Tomi Tadin, Phillip Gottfried, Maximilian Costa - Trainer: Petar Kovačević |